# 戈尔多纳
戈尔多纳（義大利語：Gordona），是意大利松德里奥省的一个市镇。总面积48平方公里，人口1821人，人口密度37.9人/平方公里（2009年）。国家统计（ISTAT）代码为014032。